# Szár
Szár è un comune dell'Ungheria di 1.678 abitanti (dati 2001). È situato nella contea di Fejér.